# Uffici postali italiani all'estero
Per alcuni anni le Regie Poste disposero l'apertura di uffici postali in alcune città estere.
Per molti di questi uffici vennero predisposti valori sovrastampati con il nome dell'ufficio, in altri casi vennero usati valori con la sovrastampa Estero, in altri ancora solo gli annulli indicavano l'ufficio.

## Elenco degli uffici postali all'estero
- Costantinopoli (emissioni specifiche)

- Durazzo (emissioni specifiche)
- Gerusalemme (emissioni specifiche)
- Giannina (emissioni specifiche)
- Salonicco (emissioni specifiche)
- Scutari (emissioni specifiche)
- Smirne (emissioni specifiche)

- Valona (emissioni specifiche)
- Bengasi (emissioni specifiche)
- Tripoli (emissioni specifiche)

- Pechino (emissioni specifiche)(attivo dal 20 settembre 1917 al 1921)
- Tientsin (emissioni specifiche) (attivo dal 20 settembre 1917 al 1921)
- Tunisi
- La Goletta
- Susa
- Alessandria d'Egitto
- Riad
- Assab (sovrastampa estero)
- La Canea (attivo dal 16 gennaio 1900 al 31 dicembre 1914)
- Buenos Aires
- Montevideo